# سحر آیدار
سحر آیدار (به انگلیسی: Seher Aydar)، زاده ۱۰ سپتامبر ۱۹۸۹ میلادی در ترکیه، یک سیاستمدار نروژی است.
 وی عضو حزب سرخ؛ و از سال ۲۰۲۱م، به عنوان نماینده منتخب حوزه انتخاباتی اسلو، در مجلس ملی نروژ حضور دارد.

## پیشینه
سحر آیدار، از مردم کرد متولد ترکیه است. وی در ۱۱ سالگی، بعد از مهاجرت به نروژ، در شهر فردریکستاد ساکن بوده‌است. 
 سحر، بین سالهای ۲۰۱۰ تا ۲۰۱۲م، دبیرکل؛ و بین سالهای ۲۰۱۲ تا ۲۰۱۴م، رهبر جوانان سرخ بود. وی سابقاً نیز بین سالهای ۲۰۱۷ تا ۲۰۲۱م، به عنوان عضو علی‌البدل، در مجلس ملی نروژ، حضور داشته‌است.